# LPAC
LPAC是无损预测音频编码（Lossless Predictive Audio Compression）的英文缩写，它是Tilman Liebchen、Marcus Purat与Peter Noll在柏林工业大学电信研究所开发的改进的无损音频压缩算法。与传统的有损音频压缩不同，它是用无损方式对脉冲编码调制音频进行压缩的方法。
由于它的一个高级版本已经成为名为MPEG-4 ALS的正式标准，因此它已不再开发。